# 후타바☆채널
후타바☆채널(일본어: ふたば☆ちゃんねる 후타바찬네루[*])은 일본의 전자 게시판 사이트이다. 일본 쪽 IP 주소를 가지고 있는 컴퓨터에서만 글을 쓸 수 있다. 주로 후타바 채널, 후타바 등으로 불린다. 오타쿠 계, 언그라운드 계 동영상 게시판으로서는 2010년 현재 그 활동이 가장 활발한 사이트 중 하나이며, 네트워크 상에 여러 가지 유행어나 신작 그림, 콜라보레이션 그림 등의 여러 가지 떡밥들을 공급하고 있다. 개설된 후 지금까지도 〈생긴지 얼마 안된 게시판〉이라고 자칭한다. 약칭으로 후타바, 떡잎 등이 있다.

## 같이 보기
- 5채널
- 4chan